# Fondation Widal
Pour les articles homonymes, voir Widal.
La Fondation Widal, par sa désignation officielle WIDAL FONDATION, est une fondation congolaise d'utilité publique, créé en septembre 2018 par le senateur congolais Guy Loando Mboyo et sa femme Déborah Linda Loando,.

## Description

### Fondateurs
- Guy Loando Mboyo, avocat, homme politique⁣⁣, congolais. Il est élu sénateur de la province de la Tshuapa en République démocratique du Congo depuis 2019.
- Déborah Linda Loando, sa femme.

### Missions
La Fondation Widal a pour mission de contriber à réduire la pauvreté des habitants de la province de Tshuapa en particulier, de Kinshasa et des autres provinces en République démocratique du Congo.

### Objectifs
Dans le souci de participer à l’émergence de la dignité humaine et promouvoir l'excellence au sein de la population congolaise, la Fondation Widal poursuit des objectifs ci-après:
- Promouvoir un modèle de développement économique prônant la sécurité alimentaire.
- Garantir à ces membres l’amélioration de l’accès aux soins de santé appropriés pour promouvoir le bien-être en général.
- Offrir aux jeunes désœuvrés un encadrement et une formation professionnelle.
- Protéger et défendre les droits fondamentaux des enfants et des femmes en situation de la fragilité.
- Assurer des subventions aux œuvres sociales, notamment celles en faveur de la formation, afin de favoriser l’autonomie financière.
- Réduire la pauvreté.
- Changer les mentalités de la jeunesse congolaise en transmettant des valeurs d'entrepreneuriat.

## Activités et actions

### Aquatap: Accès à l'eau potable
L'« Aquatap » de la Fondation Widal est un projet visant de faciliter un meilleur accès à l’eau potable aux habitants des milieux ruraux en République démocratique du Congo. Pour la Tshuapa, il est prévu l’installation de 20 points d’eau dont chacun d’eux va desservir 200 000 personnes, soit une population cible de 4 millions d’habitants. Un accord a été signé le mardi 16 juillet 2019 à Kinshasa, dans lequel le joueur de basket-ball congolais Dikembe Mutombo a répondu à l’appel de Guy Loando Mboyo afin de conjuguer leurs efforts pour améliorer les conditions de vie en République démocratique du Congo,.

### Bourse Pierre Mboyo Loando
Le vendredi 8 novembre 2019 dans la commune de Gombe à Kinshasa, le sénateur Guy Loando Mboyo lance la bourse «Pierre Mboyo Loando » (portant le nom de son défunt père en hommage) pour encourager les meilleurs étudiants de la province Tshuapa, soit six étudiants ont été récompensés par cette bourse,.

### Le Soutien à la riposte du COVID-19
Durant la période de la Pandémie de Covid-19, la Fondation Widal a participé à sa rispote en République démocratique du Congo. Le senateur Guy Loando Mboyo offre le 16 mai 2020 un lot de 50 000 masques de protection, et une amulance, don de sa fondation, à la province de l'Equateur.

### Université Widal du Congo
Le jeudi 15 octobre 2020, la Fondation Widal lance les activités de l'Université Widal du Congo (UWC), avec deux campus universitaire à Mbandaka dans la province de l’Equateur et dans le territoire de Bokungu en province de la Tshuapa,,.